# Freestyle-Skiing-Juniorenweltmeisterschaften 2023
Die 16. FIS Freestyle-Skiing-Juniorenweltmeisterschaften fanden vom 23. bis zum 25. März 2023 in Chiesa in Valmalenco, vom 26. bis zum 28. März 2023 am Passo San Pellegrino, am 29. und 30. März 2023 in Obertauern und vom 29. August bis zum 4. September 2023 in Cardrona statt. Die Wettbewerbe wurden zeitgleich mit den Snowboard-Juniorenweltmeisterschaften 2023 durchgeführt.

## Medaillenspiegel
| Platz | Land                   | Gold | Silber | Bronze | Gesamt |
| ----- | ---------------------- | ---- | ------ | ------ | ------ |
| 1     | Volksrepublik China    | 3    | 2      | 1      | 6      |
| 2     | Schweden               | 3    | 1      | 1      | 5      |
| 3     | Kanada                 | 2    | 3      | 2      | 7      |
| 4     | Vereinigte Staaten     | 2    | 2      | 4      | 8      |
| 5     | Schweiz                | 1    | 1      | 3      | 5      |
| 6     | Japan                  | 1    | 1      | -      | 2      |
| 6     | Deutschland            | 1    | 1      | -      | 2      |
| 6     | Italien                | 1    | 1      | -      | 2      |
| 9     | Norwegen               | 1    | -      | 1      | 2      |
| 10    | Ukraine                | -    | 1      | -      | 1      |
| 10    | Südkorea               | -    | 1      | -      | 1      |
| 10    | Österreich             | -    | 1      | -      | 1      |
| 13    | Neuseeland             | -    | -      | 1      | 1      |
| 13    | Vereinigtes Königreich | -    | -      | 1      | 1      |
| 13    | Frankreich             | -    | -      | 1      | 1      |
|       | Gesamt                 | 15   | 15     | 15     | 45     |

## Ergebnisse Frauen

### Aerials
| Platz | Land                | Sportlerin         |
| ----- | ------------------- | ------------------ |
| 1     | Volksrepublik China | Chen Meiting       |
| 2     | Volksrepublik China | Liu Xuanchi        |
| 3     | Vereinigte Staaten  | Amelia Glogowski   |
| 4     | Australien          | Miriana Perkins    |
| 5     | Ukraine             | Oksana Yatsiuk     |
| 6     | Vereinigte Staaten  | Catherine McEneany |

Datum: 30. März 2023

Es waren 13 Teilnehmerinnen am Start.

### Moguls
| Platz | Land               | Sportlerin     |
| ----- | ------------------ | -------------- |
| 1     | Japan              | Shiori Asano   |
| 2     | Japan              | Marin Ito      |
| 3     | Kanada             | Ashley Koehler |
| 4     | Vereinigte Staaten | Alli Macuga    |
| 5     | Vereinigte Staaten | Kasey Hogg     |
| 6     | Vereinigte Staaten | Kylie Kariotis |
| 7     | Japan              | Yuma Taguchi   |
| 8     | Kanada             | Lynnette Conn  |

Datum: 23. März 2023

Es waren 36 Teilnehmerinnen am Start.

Weitere Teilnehmerinnen aus deutschsprachigen Ländern:

 Annika Merz: 25. Platz

 Katharina Michl: 26. Platz

### Dual Moguls
| Platz | Land               | Sportlerin      |
| ----- | ------------------ | --------------- |
| 1     | Vereinigte Staaten | Alli Macuga     |
| 2     | Vereinigte Staaten | Skylar Slettene |
| 3     | Vereinigte Staaten | Kylie Kariotis  |
| 4     | Vereinigte Staaten | Kasey Hogg      |
| 5     | Japan              | Yuma Taguchi    |
| 6     | Kanada             | Ashley Koehler  |
| 7     | Japan              | Shiori Asano    |
| 8     | Japan              | Marin Ito       |

Datum: 25. März 2023

Es waren 36 Teilnehmerinnen am Start.

Weitere Teilnehmerinnen aus deutschsprachigen Ländern:

 Annika Merz: 14. Platz

 Katharina Michl: 26. Platz

### Skicross
| Platz | Land               | Sportlerin       |
| ----- | ------------------ | ---------------- |
| 1     | Kanada             | Emeline Bennett  |
| 2     | Deutschland        | Veronika Redder  |
| 3     | Schweiz            | Margaux Dumont   |
| 4     | Deutschland        | Mattli Fersch    |
| 5     | Schweiz            | Chiara von Moos  |
| 6     | Frankreich         | Mathilde Brodier |
| 7     | Vereinigte Staaten | Morgan Shute     |
| 8     | Tschechien         | Diana Cholenska  |

Datum: 26. März 2023

Es waren 27 Teilnehmerinnen am Start.

Weitere Teilnehmerinnen aus deutschsprachigen Ländern:

 Katharina Huber: 10. Platz

### Slopestyle
| Platz | Land                | Sportlerin         |
| ----- | ------------------- | ------------------ |
| 1     | Deutschland         | Muriel Mohr        |
| 2     | Italien             | Flora Tabanelli    |
| 3     | Neuseeland          | Mischa Thomas      |
| 4     | Neuseeland          | Madeleine Disbrowe |
| 5     | Volksrepublik China | Yang Ruyi          |
| 6     | Vereinigte Staaten  | Kathryn Gray       |

Datum: 30. August 2023

Es waren 23 Teilnehmerinnen am Start.

### Big Air
| Platz | Land                | Sportlerin      |
| ----- | ------------------- | --------------- |
| 1     | Italien             | Flora Tabanelli |
| 2     | Volksrepublik China | Han Linshan     |
| 3     | Volksrepublik China | Yang Ruyi       |
| 4     | Japan               | Kiho Sugawara   |
| 5     | Deutschland         | Muriel Mohr     |
| 6     | Neuseeland          | Sylvia Trotter  |

Datum: 4. September 2023

Es waren 19 Teilnehmerinnen am Start.

## Ergebnisse Männer

### Aerials
| Platz | Land                | Sportler          |
| ----- | ------------------- | ----------------- |
| 1     | Volksrepublik China | Wang Guochen      |
| 2     | Ukraine             | Volodymyr Kushnir |
| 3     | Vereinigte Staaten  | Connor Curran     |
| 4     | Kanada              | Alec Haineault    |
| 5     | Volksrepublik China | Chen Shuo         |
| 6     | Kanada              | Victor Primeau    |

Datum: 30. März 2023

Es waren 19 Teilnehmer am Start.

Weitere Teilnehmer aus deutschsprachigen Ländern:

 Andrin Laber: 16. Platz

 Fabian Bader: 17. Platz

### Moguls
| Platz | Land                   | Sportler               |
| ----- | ---------------------- | ---------------------- |
| 1     | Schweden               | Filip Gravenfors       |
| 2     | Südkorea               | Jung Dae-yoon          |
| 3     | Vereinigte Staaten     | Asher Michel           |
| 4     | Kanada                 | Jean-Christophe Bougie |
| 5     | Vereinigtes Königreich | Mateo Jeannesson       |
| 6     | Schweden               | Emil Holmgren          |
| 7     | Japan                  | Takuto Nakamura        |
| 8     | Volksrepublik China    | Wang Renda             |

Datum: 23. März 2023

Es waren 48 Teilnehmer am Start.

Weitere Teilnehmer aus deutschsprachigen Ländern:

 Paolo Pascarella: 23. Platz

 Joel Gianella: 31. Platz

 Enea Buzzi: 39. Platz

### Dual Moguls
| Platz | Land                   | Sportler               |
| ----- | ---------------------- | ---------------------- |
| 1     | Schweden               | Filip Gravenfors       |
| 2     | Schweden               | Emil Holmgren          |
| 3     | Vereinigtes Königreich | Mateo Jeannesson       |
| 4     | Südkorea               | Jung Dae-yoon          |
| 5     | Vereinigte Staaten     | Jack Petrone           |
| 6     | Schweiz                | Enea Buzzi             |
| 7     | Spanien                | Oliver Verdaguer Forn  |
| 8     | Kanada                 | Jean-Christophe Bougie |

Datum: 25. März 2023

Es waren 43 Teilnehmer am Start.

Weitere Teilnehmer aus deutschsprachigen Ländern:

 Paolo Pascarella: 23. Platz

 Joel Gianella: 25. Platz

### Skicross
| Platz | Land                   | Sportler                |
| ----- | ---------------------- | ----------------------- |
| 1     | Schweden               | Fredrik Nilsson         |
| 2     | Österreich             | Christoph Danksagmüller |
| 3     | Schweiz                | Robin Tissieres         |
| 4     | Vereinigtes Königreich | Scott Johns             |
| 5     | Kanada                 | Konnor Kimball          |
| 6     | Schweden               | William Young Shing     |
| 7     | Deutschland            | Sebastian Veit          |
| 7     | Deutschland            | Kilian Himmelsbach      |

Datum: 26. März 2023

Es waren 41 Teilnehmer am Start.

Weitere Teilnehmer aus deutschsprachigen Ländern:

 Simon Hackl: 11. Platz

 Baptiste Rapoud: 15. Platz

 Till Hugenroth: 17. Platz

 Leo Käser: 19. Platz

 Noah Fischer Oberhofer: 25. Platz

 Marcus Plank: 26. Platz

 Sebastian Posch: 32. Platz

### Slopestyle
| Platz | Land               | Sportler                   |
| ----- | ------------------ | -------------------------- |
| 1     | Kanada             | Charlie Beatty             |
| 2     | Schweiz            | Fadri Rhyner               |
| 3     | Norwegen           | Leo Landrø                 |
| 4     | Schweiz            | Viktor Alexander Maksyagin |
| 5     | Finnland           | Aimo Mandelin              |
| 6     | Norwegen           | Bendik Horgen Rasmussen    |
| 7     | Neuseeland         | Finley Melville Ives       |
| 8     | Kanada             | Jacob Durepos              |
| 9     | Vereinigte Staaten | Hugh MacMenamin            |
| 10    | Schweiz            | Lars Ruchti                |

Datum: 30. August 2023

Es waren 56 Teilnehmer am Start.

Weitere Teilnehmer aus deutschsprachigen Ländern:

 Matis Crettenand: 17. Platz

 Hannes Baumhöfener: 22. Platz

 Lennart Bondarenko: 40. Platz

### Big Air
| Platz | Land        | Sportler             |
| ----- | ----------- | -------------------- |
| 1     | Norwegen    | Leo Landrø           |
| 2     | Kanada      | Matthew Lepine       |
| 3     | Schweiz     | Fadri Rhyner         |
| 4     | Deutschland | Hannes Baumhöfener   |
| 5     | Neuseeland  | Luke Harrold         |
| 6     | Norwegen    | William Bostadløkken |
| 7     | Finnland    | Jaakko Koskinen      |
| 8     | Australien  | Joey Elliss          |
| 9     | Finnland    | Aimo Mandelin        |
| 10    | Neuseeland  | Finley Melville Ives |

Datum: 4. September 2023

Es waren 52 Teilnehmer am Start.

Weitere Teilnehmer aus deutschsprachigen Ländern:

 Viktor Alexander Maksyagin: 12. Platz

 Matis Crettenand: 13. Platz

 Lennart Bondarenko: 39. Platz

 Lars Ruchti: 42. Platz

## Mixed

### Aerials Team
| Platz | Land                  | Sportler                                              |
| ----- | --------------------- | ----------------------------------------------------- |
| 1     | Volksrepublik China 1 | Liu Xuanchi Chen Shuo Wang Guochen                    |
| 2     | Vereinigte Staaten 1  | Connor Curran Amelia Glogowski Ian Schoenwald         |
| 3     | Kanada 1              | Victor Primeau Charlie Fontaine Anthony Noel          |
| 4     | Ukraine 1             | Volodymyr Kushnir Maksym Kuznietsov Anastasiia Hasiuk |

Datum: 29. März 2023

### Dual Moguls Team
| Platz | Land               | Sportler                              |
| ----- | ------------------ | ------------------------------------- |
| 1     | Vereinigte Staaten | Asher Michel Alli Macuga              |
| 2     | Kanada             | Jean Christophe Bougie Ashley Koehler |
| 3     | Schweden           | Emil Holmgren Moa Gustafson           |
| 4     | Frankreich         | Lily Joly Arthur Offel de Villaucourt |

Datum: 24. März 2023

### Skicross Team
| Platz | Land       | Sportler                                 |
| ----- | ---------- | ---------------------------------------- |
| 1     | Schweiz 1  | Robin Tissieres Margaux Dumont           |
| 2     | Kanada 1   | Nicholas Katrusiak Emeline Bennett       |
| 3     | Frankreich | Edgar Baillet Mathilde Brodier           |
| 4     | Italien 1  | Jannes Debertol Amelia Rigatti di Grazia |

Datum: 28. März 2023